# Elisabeth van Brunswijk-Lüneburg (1494-1572)
Elisabeth van Brunswijk-Lüneburg (Celle, 11 september 1494 - Geldern, 2 april 1572) was een prinses van Brunswijk-Lüneburg. Door haar huwelijk met Karel van Gelre werd zij hertogin van Gelre.

## Leven
Elisabeth was een dochter van de hertog Hendrik VII van Brunswijk-Lüneburg (1468–1532) uit diens huwelijk met Margaretha (1469-1528), dochter van de keurvorst Ernst van Saksen.